# Nicole Flint
Nicole Flint (Pretoria, 15 maggio 1988) è una modella sudafricana, eletta Miss Sudafrica 2009.

## Biografia
Vincendo il concorso, la modella ha ottenuto la possibilità di rappresentare il Sudafrica a Miss Universo 2010 il 23 agosto 2010 a Las Vegas, dove si è classificata fra le prime dieci finaliste. Inoltre Nicole Flint si è classificata nella top 25 di Miss Mondo 2010, la sessantesima edizione di Miss Mondo, che si è tenuta il 30 ottobre 2010.
È stata sposata dal 2012 al 2014 con l'attore sudafricano Tyrone Keogh.